# Pasewalker Stadtmuseum
Das Pasewalker Stadtmuseum, welches im Prenzlauer Tor zu finden ist, erreichte besondere Bedeutung durch seine Sammlung der Werke des pommerschen Künstlers Paul Holz.

## Geschichte
Die Idee eines eigenen Museums für und über die regionale Geschichte beherrschte für lange Zeit die Gedanken der Pasewalker Bevölkerung. Der erste konkrete Vorschlag erfolgte Anfang des 20. Jahrhunderts, als in Betracht gezogen wurde, das Prenzlauer Tor als Stadtmuseum zu nutzen, anstatt es abzureißen. Besonders der Provinzialkonservator Hugo Lemcke setzte sich dafür ein, doch erst 1913 wurde eine Genehmigung erteilt, die durch den Ausbruch des Krieges auf Eis gelegt wurde. Erst in den 1920er Jahren wurde die Idee erneut aufgegriffen und unter Leitung von Professor Asmus und der Ortsgruppe der Gesellschaft für pommersche Geschichte und Altertumskunde wurde eine erste öffentliche Ausstellung von privaten Leihgaben organisiert.
Der erneute Kriegsausbruch zerstörte jedoch diese Bemühungen und erst in den 1950er Jahren wurden die Rufe nach einer neuen Ausstellung laut. Diesmal sollte sie jedoch nicht nur kurzfristig, sondern der Grundstein für eine museale Einrichtung sein. Einer der wichtigsten Punkte auf dem Weg zur Gründung eines Museums war dabei die 700-Jahr-Feier von Pasewalk im Jahre 1951. Für diese Feier gelang es, eine Ausstellung über die Heimatgeschichte der Stadt zu organisieren, was die Bedeutung und den Nutzen eines eigenen Stadtmuseums verdeutlichte.
Immer öfter wurde dieses Thema in kulturellen und kommunalen Zusammenkünften angesprochen wie etwa im Jahr 1972, als die Ortsgruppe des Kulturbundes diese Aufgabe in ihr Arbeitsprogramm aufnahm. Unterstützung leistete dabei die am 14. Juli 1973 gegründete Arbeitsgemeinschaft „Heimatgeschichte und Ortschronik“. Immer mehr Einwohner setzten sich für das Vorhaben ein, doch eine Verwirklichung war auf Grund fehlender Räumlichkeiten, die die passenden Voraussetzungen hatten, unmöglich.
Um eine Lösung für dieses Problem zu finden, fand am 26. Juni 1973 eine Aussprache der Ortsleitung und der Arbeitsgemeinschaft statt. Dort wurde sowohl der Vorschlag angebracht, das Prenzlauer Tor zu nutzen, als auch eine mögliche Finanzierung besprochen. Als Folge dieser Besprechung übernahm die Kreisverwaltung die Initiative dieses Vorhabens.
Ein erster, großer Schritt zur Verwirklichung des Projektes erfolgte im Jahr 1974, als der Architekt Josef Walter engagiert wurde, der in den nächsten zwei Jahren den Ausbau des Prenzlauer Tores plante. Dies wurde jedoch nicht in die Tat umgesetzt, sodass nur eine Reinigung der Innenräumlichkeiten stattfand.
Schlussendlich brachte der 1. August 1987 den Wendepunkt in der Geschichte des Museums, da an diesem Tag die Schaffung einer hauptamtlichen Stelle für den Aufbau eines Museums gegründet wurde. Innerhalb eines Jahres wurden die Pläne von J. Walter den neuen Bedingungen angepasst, sodass am 1. April 1988, nach drei vergebenen Anläufen, die Vorbereitungen zum Umbau des Prenzlauer Tores beginnen konnten. Diese Bauarbeiten wurden ergänzt durch die Errichtung eines Neubaues, der 1993 vollendet wurde. Weiterhin wurde im Jahr 1995 beschlossen, die Freiflächen zwischen dem Tor und der Kalandstraße aufzukaufen, um einen Museumsgarten zu errichten.
Ein erster Schritt, um diese Leistung und ihren Nutzen zu zeigen, erfolgte 1994 und 1995 als im Nebenbau eine erste Ausstellung heimatgeschichtlicher Exponate präsentiert wurde.
Die konkreten Umbauarbeiten des Tores starteten am 3. Januar 1994 und ein Jahr später, am 30. Januar 1995, wurde der Bau des künftigen Überganges begonnen.
Dabei wurden fünf Etappen nach und nach verwirklicht. Dies waren zum einen der Bau des Nebengebäudes von 1990 bis 1993 und zum anderen die Sanierung der Torfüße von 1990 bis 1992, der Ausbau des Tores von 1994 bis 1995, der Bau des Überganges von 1995 bis 1996 sowie zu guter Letzt in den gleichen Jahren die Gestaltung der Freiflächen.
Am 9. Mai 1996 wurde das Museum feierlich eröffnet. Seit 1999 findet zudem jährlich der Tag des Museums statt. Zu den neuen Ideen zählt die Vortragsreihe „Mittwochs im Museum“.

## Räumlichkeiten

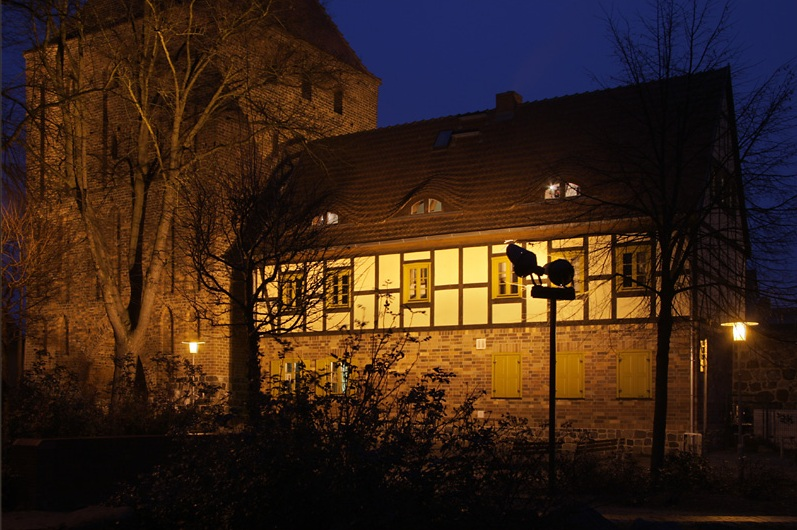
Pasewalker Stadtmuseum bei Nacht

Das Pasewalker Museum setzt sich zusammen aus den Räumlichkeiten im Prenzlauer Tor und dem Nebengebäude. Beides ist durch einen Glasübergang verbunden.
Lange Zeit wurde überlegt, wie und wo der Eingang des Museums zu platzieren sei, da der ursprüngliche Eingang des Tores über der Tordurchfahrt auf Grund des Verkehrs nicht uneingeschränkt nutzbar ist. Als Lösung wurde eine seitliche Treppe vorgeschlagen, bevor man sich im Januar 1988 überlegte, das nahestehende Fachwerkhaus mitzunutzen. Dieses befindet sich östlich vom Tor und präsentierte die Möglichkeit, einen Übergang zu einem neuen Tordurchbruch zu nutzen. Aufgrund der baulichen Substanz entschied man sich jedoch gegen diese Variante. Stattdessen wurde der Beschluss, ein Neubau zu errichten, verabschiedet.
Nach dem Kauf des alten Gebäudes und dem dazugehörigen Grundstück wurde innerhalb weniger Jahre ein neues Haus errichtet, welches stilistisch an die historischen Fachwerkbauten Pasewalks erinnert.

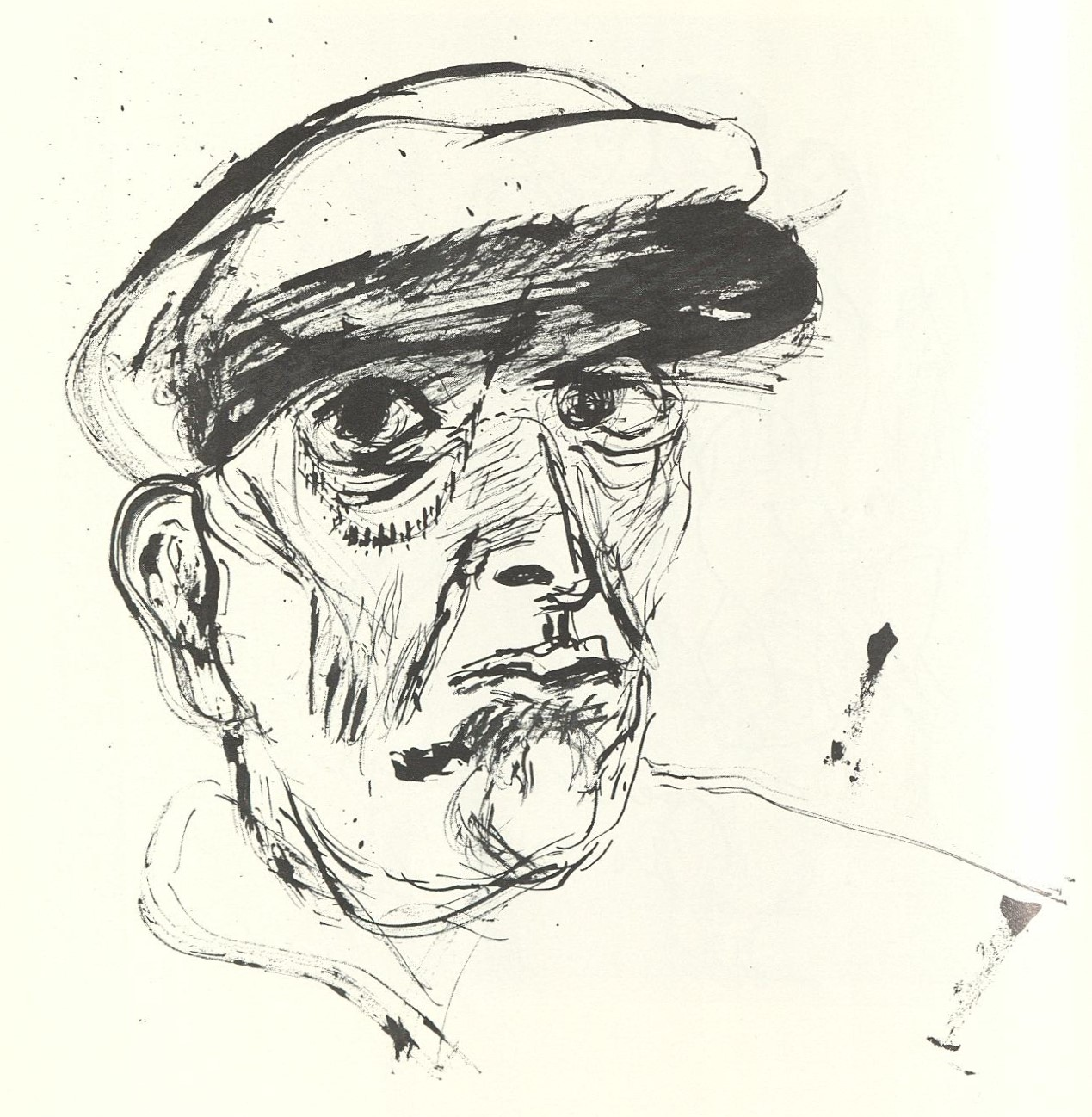
Selbstbildnis von Paul Holz (1935)

Ebenfalls zum Museum gehört auch der Museumsgarten, der unter anderem eine Gedenkstätte für Paul Holz beherbergt, und an der Stadtmauer entlang angelegt ist. Des Weiteren beherbergt dieser Garten eine Bühne, die regelmäßig für Veranstaltungen genutzt wird. Um etwas Ruhe und Abgeschiedenheit zu gewähren, ist der Museumsgarten umschlossen von einem kleinen Wall, der von der Bauart an die Stadtmauer erinnert.
Insgesamt nutzt das Pasewalker Stadtmuseum vier Etagen im Prenzlauer Tor (nur erreichbar über Treppen), den Verbindungsgang, das Nebengebäude sowie den Museumsgarten zur Präsentation seiner Ausstellungen und die Erfüllung der kulturfördernden Aufgaben.

## Ausstellungen
Neben den permanenten Museumsstücken gibt es regelmäßige Sonderausstellungen zu verschiedenen regionalspezifischen Themen.
So wurde zum Ende des Jahres 2008 das Sortiment der Dauerausstellungen komplett neu gestaltet, wobei sich vier Hauptthemenschwerpunkte herauskristallisierten. Diese präsentieren sich auf der 229 m² großen Ausstellungsflächen im Prenzlauer Tor und seinem Nebengebäude.
Die Ausstellungen umfassen die Themen der etwa 7000 Jahre umfassenden Kulturgeschichte der Region zwischen Uecker und Randow sowie die Stadt- als auch die Garnisonsgeschichte von Pasewalk. Die letzte ständige Ausstellung umfasst das Leben und Schaffen des pommerschen Künstlers Paul Holz.
Im Glasdurchgang sowie im Dachgeschoss des Nebengebäudes präsentiert das Museum ihre Ausstellung zur Ur- und Frühgeschichte, welche den Zeitraum von den ersten Jägern und Sammlern im „Zweistromland“ von Uecker und Randow bis zur slawischen Besiedlung der Region umfasst.

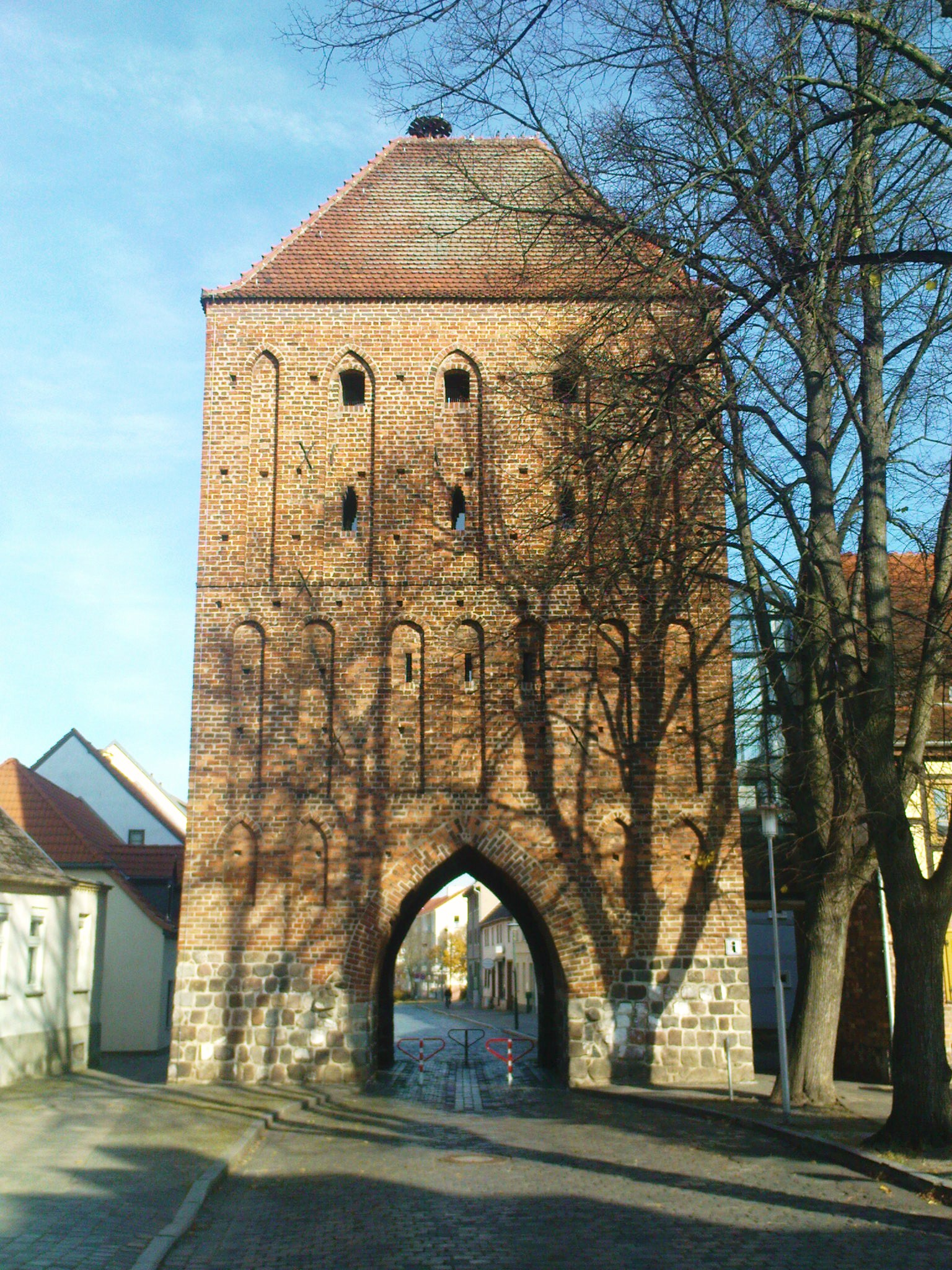
Feldseitige Ansicht des Prenzlauer Tores

Das erste Obergeschoss im Prenzlauer Tor ist der bewegten Stadtgeschichte Pasewalks von 1251 bis 1989 gewidmet. Sowohl die frühen Zeiten, angefangen im Mittelalter über den Dreißigjährigen Krieg bis hin zur Wandlung in eine Garnisonsstadt, als auch die späteren historischen Ereignisse, wie etwa die Zerstörung im Zweiten Weltkrieg und der darauf folgende planmäßige Aufbau bis 1989, werden durch Exponate und Schautafeln für den Besucher aufgezeigt.
Dabei liegt besonderes Augenmerk auf die 270-jährige Garnisonsgeschichte der Stadt, welche durch eine eigene Ausstellung gewürdigt wird. Uniformröcke und weitere Militaria zeigen die Traditionen und die Geschichte des ruhmreichen Pasewalker Reiterregimenter der Dragoner und Königin-Kürassiere auf. Anhand dieser Ausstellungsstücke lässt sich ein Entwicklungsbogen vom Einzug der preußischen Dragonerregiments im Jahre 1721 in die Stadt bis zum Auszug letzter Einheiten der Bundeswehr 1992 spannen.
Nur eine Treppe höher befindet sich die Künstlergedenkstätte für den bekannten Federzeichner Paul Holz. 100 Originale dieses Künstlers sind im Besitz des Museums, wobei 24 in einem regelmäßig wechselnden Turnus in der Galerie ausgestellt werden.
Seit 2009 ist zudem das Dachgeschoss des Prenzlauer Tores zum „Paul-Holz-Zimmer“ umarrangiert worden, sodass nun Teile des Originalmobiliars und Haushaltsgegenstände des Zeichners präsentiert werden. Diese stammen aus dem Nachlass seiner Tochter Christiane Holz (1918–2006).